# Nyctemera ehromis
Nyctemera ehromis là một loài bướm đêm thuộc phân họ Arctiinae, họ Erebidae.